# Spektrometrie laserem buzeného plazmatu

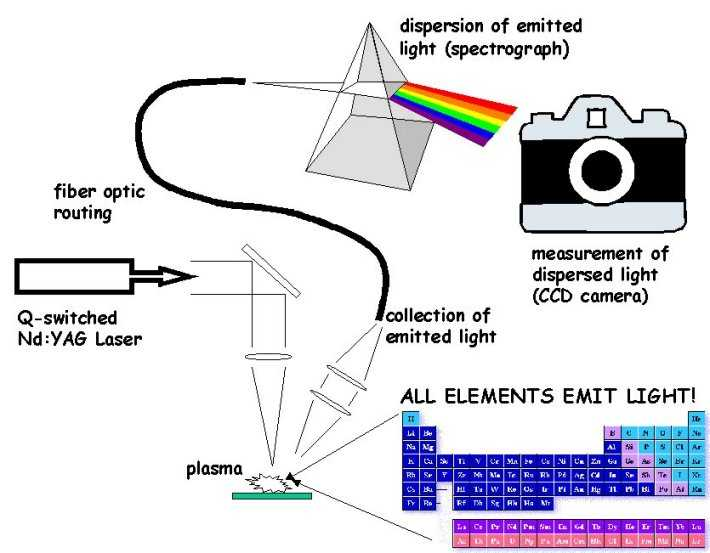
funkční schéma LIBS

Spektroskopie laserem buzeného plazmatu, zkratka LIBS (z anglického názvu Laser-Induced Breakdown Spectroscopy), je novodobá metoda analytické chemie, pracující na principu atomové emisní spektrometrie (AES). Jako budící zdroj pro excitaci atomů ve vzorku se využívá pevnolátkový pulsní laser.

## Princip metody

### Jednopulzní uspořádání
Jednopulzní uspořádání, jak název napovídá, vychází z použití jednoho laseru pro vybuzení atomů. Do analyzovaného vzorku je vyslán pulz laserového paprsku, jehož vysoká energie koncentrovaná do stejného místa zapříčiní prudké a masivní zahřátí hmoty vzorku v malém prostoru. Toto má za následek laserovou ablaci, což je uvolnění malé části vzorku (setiny až desetiny mikrogramů) ve formě aerosolu o velmi vysoké teplotě, která dosahuje desítek tisíc stupňů Celsia. Při této teplotě je ablatovaný materiál ve stavu označovaném jako plazma. U metody LIBS tato plazma vzniká ve velmi malém objemu a užívá se pro ni termín mikroplazma.
Po skončení laserového pulzu mikroplazma, které je tvořeno excitovanými částicemi (atomy, molekulami, ionty) vzorku, postupně ztrácí teplo. Úbytek tepla znamená úbytek energie, která je kromě jiného vyzařována jako elektromagnetické záření, neboli charakteristické světlo, jak se elektrony vracejí na své původní energetické hladiny v atomech nebo iontech.
Emitované záření putuje do monochromátoru klasické konstrukce Czerny-Turner a vyhodnoceno spektrometrem s detektorem (nejčastěji ICCD kamerou), který vyhodnocuje intenzitu záření o vybraných vlnových délkách. Vlnové délky vyzařovaného záření jsou pro každý prvek jiné, a proto lze na základě pozic intenzit na škále (spektru) vlnových délek určit prvkové složení vzorku. Dle intenzity záření dané prvkové čáry lze pak určit také koncentraci jednotlivých prvků ve vzorku.

### Dvoupulzní uspořádání a metoda reheating
Anglicky také double pulse LIBS (zkráceně DP LIBS). První laser vyšle laserový paprsek na povrch vzorku, dojde k laserové ablaci a vzniku mikroplazmatu, stejně jako při jednopulzním uspořádání. Mikroplazma se nechá určitý čas (řádově stovky nanosekund) vyvíjet, nabude na objemu, čímž začne ztrácet teplo a začne zanikat. V tomto okamžiku vyšle druhý laser pulz do tohoto již vzniklého mikroplazma, čímž mu dodá energii, mimo jiné i právě formou tepla (reheating). Tím mikroplazma ještě více nabyde na objemu a emituje více záření než při jednopulzním uspořádání. Na spektru je potom možné pozorovat několikanásobné zvětšení intenzit. Z tohoto důvodu se toto uspořádání používá při slabých intenzitách k zesílení signálu.

## Použití
Mezi hlavní přednosti metody LIBS patří především její mikrodestruktivnost pro vzorek (ten se poškodí jen na velmi malé ploše). Pro měření není třeba vzorek nijak upravovat, jako např. převést na roztok, a tím jej zničit. Laserový pulz vytvoří na vzorku kráter rozměrově ve stovkách mikrometrů, proto ji lze využít tam, kde je zničení nebo přílišné poškození vzorku nepřijatelné (např. archeologické nálezy).
Vzorek může být od aparatury vzdálen i několik metrů. Emitované záření je pak vedeno do spektrometru např. optickým kabelem, nebo může být zaostřeno na vstupní štěrbinu dalekohledem. Tohoto je využito např. na marsovském vozítku Curiosity.
Pomocí metody je také možné vytvářet povrchové mapy a hloubkové profily. Vytvoření povrchové 2D mapy zjednodušeně vypadá tak, že je v počítači naprogramován rastr bodů na povrchu vzorku, který pak bude laser sledovat a do každého z nich vyšle pulz. Z každého pulzu je provedeno měření. Tyto body pak lze podle intenzity signálů pro jednotlivé vlnové délky (chemické prvky) barevně odlišit, a díky tomu získat přesné povrchové rozmístění hledaných prvků ve vzorku. Pro hloubkový profil je princip stejný, laser však pulzuje několikrát do stejného bodu, dokud není dosaženo požadované hloubky.